# Cornelis Hooft
Cornelis Pietersz. Hooft (Amsterdam, 1547- aldaar, 1 januari 1626) was een koopman in graan op de Oostzee. Hij was een telg uit het geslacht Hooft en de vader van de dichter en toneelschrijver Pieter Corneliszoon Hooft. Hooft bekleedde tal van functies in het bestuur van Amsterdam. Hij was onder andere schepen, acht maal burgemeester, en thesaurier. Hij hield zich bezig met ruimtelijke ordening in een periode van snelle groei, waarin de stad driemaal moest worden uitgelegd. Hooft was geïnteresseerd in filologie en theologie en tolerant uit handelsoverwegingen.

## Biografie
Cornelis Pietersz. Hooft werd in 1547 te Amsterdam geboren. Hij was de kleinzoon van een Zaanse graanhandelaar en schipper. Zijn vader Pieter Willemsz. vestigde zich in Amsterdam. In het midden van de zestiende eeuw waren zes familieleden actief in de graanhandel op de Oostzee. In 1569 ging Hooft in ballingschap, in 1574 keerde hij uit Koningsbergen terug en vestigde zich in Hoorn. Eerst in 1578, na de Alteratie, durfde hij zich weer in Amsterdam wagen. Hooft trouwde in dat jaar met de doopsgezinde Anna Jacobsdr Blaeu. Hooft verschafte tijdelijk werk aan haar neef Willem Jansz. Blaeu.

## Hooft als koopman

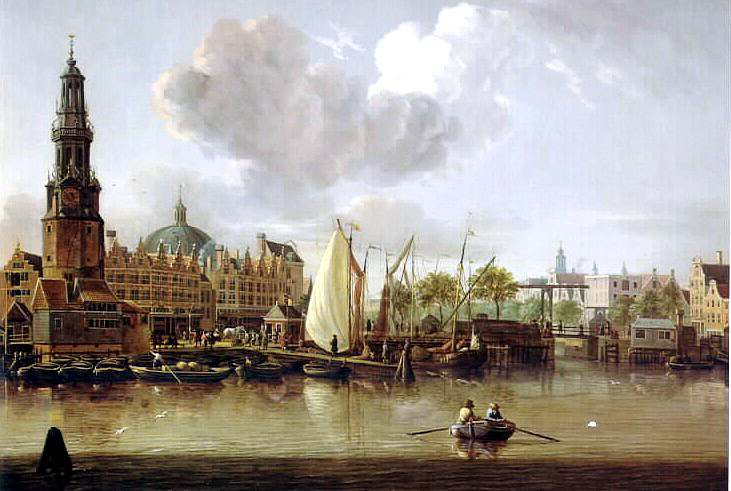
De Haringpakkerstoren aan het einde van de 17e eeuw. Schilder: Jacobus Storck

Hooft woonde tot ca 1593 op de Nieuwendijk niet ver van 't IJ en Haringpakkerstoren. Hij behoorde tot de rijkste kooplieden in de stad en had een groot aandeel in de Oostzeehandel en verscheepte graan, haring en zout. Hooft opereerde samen met zijn broers Willem en Gerrit, die zich hadden gevestigd in Dantzig. Met Cornelis Jansz. Geelvinck was hij eigenaar van een aantal schepen. In die tijd richtte hij zich op de Straathandel vanwege misoogsten en hongersnood in Italië. Hij breidde zijn handel uit naar andere havens aan de Middellandse Zee. Hij stuurde zijn zoon naar Italië, maar Pieter had meer aandacht voor cultuur in Venetië dan voor de handel.

## Hooft als burgemeester
In 1584 werd hij lid van de vroedschap, waar hij tot zijn dood zitting heeft gehad. In 1588 werd hij gekozen tot burgemeester, een functie die hij met tussenpozen tot 1610 uitoefende. Als lid der regering van Amsterdam werd hij afgevaardigd naar de Staten van Holland en door deze naar de Staten-Generaal. Hooft was tegen de benoeming van vreemdelingen op belangrijke posten, duidend op de Vlaamse calvinisten en predikanten zoals Petrus Plancius. Ook verzette hij zich tegen uitbreiding van macht voor de stadhouder.
Ook op andere punten bleek Hooft een kritische stem te zijn. Hij was samen Jacob Dircksz de Graeff lid van commissie betreffende de stadsuitbreiding bleek de handel en wandel van speculerende vroedschapsleden op de Lastage. De eigenaren op de Lastage werden door verordeningen gedwongen (of door gunstige regelingen overgehaald) hun percelen op te geven, en te verhuizen naar Rapenburg. Ze kregen bijval van oud-burgemeester Hooft, die zich in de raad meerdere malen opwond over de gang van zaken. Bij de aanleg van de Grachtengordel moest de stad de bouwgrond voor grof geld terugkopen en het kwam tot een proces met de heren Bartholt Cromhout en Frans Hendricksz Oetgens. Het proces bij de aanleg van de grachtengordel verliep chaotisch; de vroedschap wist niet precies wat was vastgesteld en wat zou worden uitgevoerd.
Hooft woonde aan het Singel en raakte in 1617 betrokken bij een rel rond Rem Bisschop, zijn buurman. Hij was nooit betrokken bij de VOC of WIC, zoals de meeste Amsterdamse burgemeesters. Vondel prees hem in zijn hekeldicht 'Roskam' als een degelijk man en beschreef hem als een Hoofd vol kreuken, een geweten zonder rimpel. In 1618 heeft stadhouder Maurits van Oranje hem niet uit de vroedschap gezet. Hooft was blijkbaar een middenfiguur, die zich niet voor de remonstranten of de contraremonstranten uitsprak. In 1620 was zijn rol in de vroedschap uitgespeeld, toen hij werd benoemd als weesmeester en commissaris van de Amsterdamsche Wisselbank. Hooft werd begraven in de Nieuwe Kerk.

## Bron
- S.A.C. Dudok van Heel (1981): De Familie van Pieter Cornelisz Hooft in Jaarboek Centraal Bureau voor Genealogie, deel 35

- Bibliothèque nationale de France: cb122222901 (data)
- Biografisch Portaal: 25664797
- Digitale Bibliotheek voor de Nederlandse Letteren: hoof012
- Gemeinsame Normdatei: 123407583
- International Standard Name Identifier: 0000 0000 6147 7348
- Library of Congress Control Number: n83000789
- Nationale Bibliotheek van Israël: 987007273837105171
- Nederlandse Thesaurus van Auteursnamen: 067488498
- Système universitaire de documentation: 030899435
- Virtual International Authority File: 45207902
- WorldCat: E39PBJyxhfQJfw9dk7ycCdFR8C